# Hexamethyltellurid
Hexamethyltellurid ist eine metallorganische Tellurverbindung.

## Darstellung
Hexamethyltellurid kann aus cis-Difluortetramethyltellurid mit Dimethylzink oder Methyllithium dargestellt werden.
{\displaystyle {\ce {(CH3)4TeF2 + Zn(CH3)2 -> (CH3)6Te + ZnF2}}}

## Eigenschaften

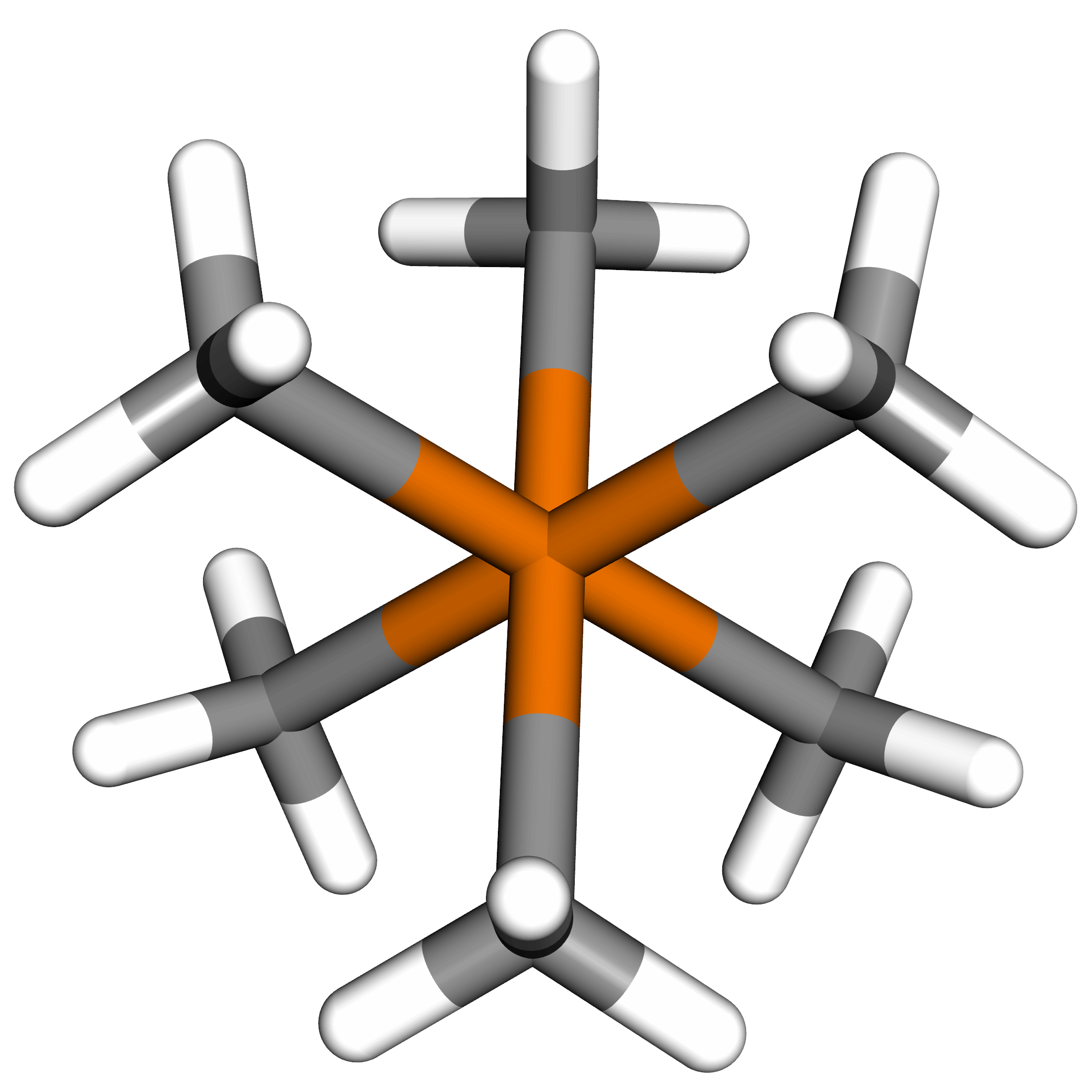
1. 929292 Kohlenstoff
2. ffffff Wasserstoff
3. d57b00 Tellur

Hexamethyltellurid ist ein farbloser, flüchtiger Feststoff, welcher bis 140 °C thermostabil ist und mit Brom zu Tellurtetrabromid und Methylbromid reagiert.
{\displaystyle {\ce {(CH3)6Te + 5 Br2 -> TeBr4 + 6 CH3Br}}}